# کرباست

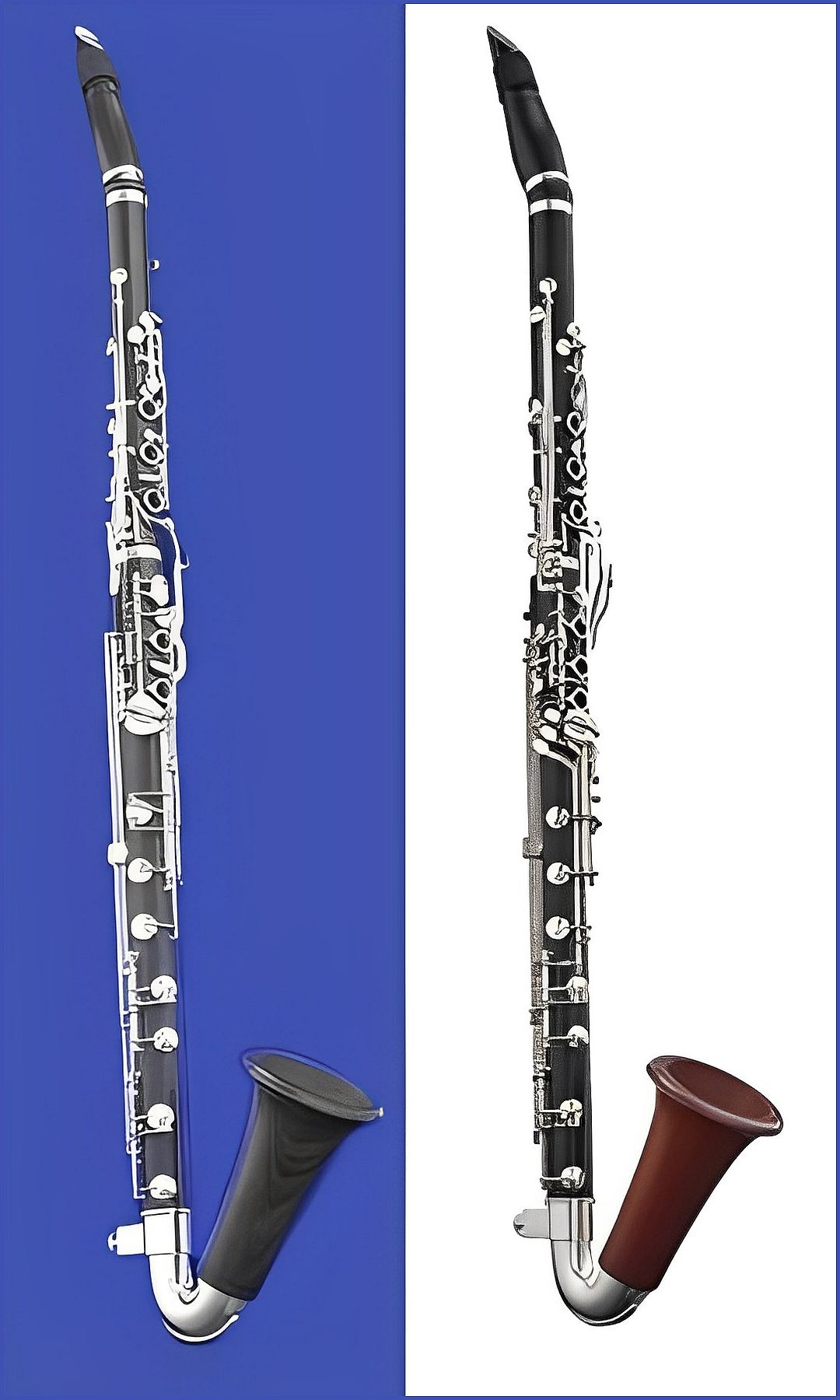
طرحی از کرباست

کُرباسِت (به فرانسوی: cor de bassette) یک ساز بادی از خانوادهٔ کلارینت و دارای قمیش ساده است. محدودهٔ صوتی این ساز حدود ۴ اکتاو و دارای گستردگی بالایی از دوی پایین (C3) تا دوی بالا (C7) است. این ساز در آثار آهنگسازانی چون موتسارت، بارتولدی و ریچارد اشتراوس به کار گرفته شده است.

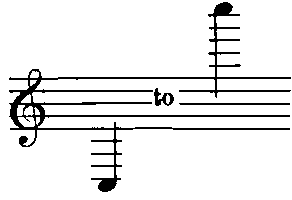
محدودهٔ صوتی کرباست در خط حامل

این ساز معمولاً در کلید فا قرار دارد که یک چهارم درست از کلارینت سی بمل بم‌تر و یک پنجم درست از کلارینت باس سی بمل زیرتر است.

## تاریخچه
نام سازندهٔ ابتدایی این ساز نامعلوم است اما در ۱۷۷۰ در آلمان ساخته شده است. این ساز در دوران کلاسیک، برای اجرای موسیقی تالار بسیار مورد استفاده بوده است.